# Vân Du, Ân Thi
Vân Du là một xã thuộc huyện Ân Thi, tỉnh Hưng Yên, Việt Nam.

## Địa lý
Xã Vân Du nằm ở phía bắc huyện Ân Thi, có vị trí địa lý:
- Phía đông giáp xã Đào Dương và xã Quang Vinh
- Phía tây giáp huyện Yên Mỹ và xã Xuân Trúc
- Phía nam giáp thị trấn Ân Thi và xã Xuân Trúc
- Phía bắc giáp huyện Yên Mỹ và xã Đào Dương.

Xã Vân Du có diện tích 5,58 km², dân số năm 2019 là 7.072 người, mật độ dân số đạt 1.268 người/km².

## Văn hóa

### Đình Trâm Nhị
Đình Trâm Nhị xã Vân Du là di tích lịch sử văn hóa lâu đời trên địa bàn huyện Ân Thi. Đình làng Trâm Nhị thờ công chúa Liên Hoa, con gái Vua Đinh Tiên Hoàng, có công đánh dẹp sứ quân Đỗ Cảnh Thạc và chiêu dân lập ấp tại làng Trâm Nhị.

## Giao thông
Xã Vân Du có tỉnh lộ 200D và tỉnh lộ 204 chạy qua.